# Gustav Holm
Ska ej blandas ihop med Gustav Frederik Holm och Gustaf Holm.
Gustav Engelbert Holm, född 6 november 1883 i Hammars församling, Örebro län, död 26 september 1957 i Stockholm (Kungsholm), var en svensk lantarbetare och riksdagspolitiker (s).
Holm var ledamot av riksdagens andra kammare från 1936, invald i Kalmar läns valkrets. Han var även landstingsledamot från 1943.